# 물야초등학교 수식분교
물야초등학교 수식분교는 대한민국 경상북도 봉화군 물야면 수식리에 있었던 공립 초등학교이다.

## 학교 연혁
- 1948년 6월 13일 물야국민학교 수식분교장 설립
- 1952년 6월 3일 수식국민학교 개교
- 1995년 2월 21일 제42회 졸업식(초 1,180명)
- 1995년 3월 1일 물야국민학교 수식분교장
- 1996년 3월 1일 물야초등학교 수식분교로 개칭
- 2016년 2월 29일 폐교[1]